# 绿铬矿
绿铬矿（英語：Eskolaite）是一种稀有的含铬氧化物矿物，化學式為Cr2O3。

## 发现
绿铬矿于1958年首次在芬兰东部奥托昆普矿床中发现。它出现在芬兰的含铬透闪石矽卡岩、变质石英岩和含綠泥石礦脉中；在爱尔兰的冰川巨石粘土和圭亚那梅鲁姆河的溪流卵石中。它也被认为是球粒隕石中的稀有成分。
该矿物的英文名是以芬兰地质学家彭蒂·埃斯科拉（1883–1964）的名字命名。

## 结构和物理特性

摩尔体积对比常温压力。

绿铬矿在R3c空间群中以三角对称结晶，在标准条件下具有晶格参数a=4.95Å和c=13.58Å。单位单元包含六个公式单位。绿铬矿的晶格类似于剛玉的晶格，Cr3+取代了Al3+。